# 沙魯克·阿夫沙爾
沙魯克·阿夫沙爾 (波斯語：‎，1730年—1796年) 是阿夫沙爾王朝第四任伊朗沙阿（1748年－1749年及1750年－1760年在位）。沙魯克·阿夫沙爾是阿夫沙爾王朝首任沙阿納迪爾沙的孫兒。

## 生平
1747年4月，堂叔阿迪爾·沙阿聯合叛亂的烏茲別克人及庫爾德人謀反。納迪爾沙在率軍攻打阿迪爾軍隊的途中在呼羅珊被一夥密謀叛變的封建主刺殺，他們將王位交給阿迪爾。阿迪爾下令殺死除沙魯克·阿夫沙爾（納迪爾沙之孫）外所有納迪爾沙的兒子和孫子。1747年7月6日，阿迪爾自立為沙阿。
1748年6月，阿迪爾·沙阿的弟弟易卜拉欣·阿夫沙爾背叛，阿迪爾·沙阿由吉蘭省率軍抵抗時，很多將領背叛他轉投易卜拉欣·阿夫沙爾陣營。阿迪爾·沙阿大敗而回，逃亡至德黑蘭，被當地總督交給易卜拉欣·阿夫沙爾。易卜拉欣·阿夫沙爾自稱為沙阿。但是不久，就被自己的軍隊推翻。庫爾德人和土庫曼人的部落首領推舉沙魯克·阿夫沙爾為沙阿名義上統治呼羅珊。沙魯克·阿夫沙爾下令弄瞎易卜拉欣·阿夫沙爾，易卜拉欣·阿夫沙爾不久便死去。1749年，沙魯克·阿夫沙爾又下令將阿迪爾·沙阿用鐵鍊拉去馬什哈德，並將他折磨致死。
同年，一些阿拉伯、庫爾德和札剌亦兒部落的首領推舉薩非王朝王室後裔賽義德（母親為薩非王朝沙阿蘇萊曼一世的女兒）為伊朗沙阿，號為蘇萊曼二世。沙魯克·阿夫沙爾被推翻並被弄瞎雙眼。阿塞拜疆的阿扎德沙·阿富汗及馬贊德蘭的穆罕默德·哈桑汗趁機獨立。幾個月後，沙魯克·阿夫沙爾的支持者又於1750年推翻蘇萊曼二世，蘇萊曼二世被捕獲及弄瞎。
沙魯克·阿夫沙爾繼續以沙阿身份統治呼羅珊，但是其只是各部落操縱的傀儡。此時的伊朗各路諸侯紛紛稱王，其中前納迪爾沙的將軍卡里姆汗以設拉子為首都建立了贊德王朝。經過多年戰爭，贊德王朝於1760年佔據了除呼羅珊及以東地區以外的阿夫沙爾王朝的土地，統治着伊朗，意味着阿夫沙爾王朝在伊朗的統治結束。卡里姆汗沒有攻擊沙魯克·阿夫沙爾是出於對納迪爾沙的尊敬。
1779年，卡里姆汗去世，贊德王朝陷入混亂，伊朗北部的卡扎爾首領阿迦·穆罕默德·汗趁機擴張勢力。1794年他滅了贊德王朝。1796年，阿迦·穆罕默德·汗加冕為伊朗沙阿，建都德黑蘭，建立卡扎爾王朝。同年征服呼羅珊，因為阿迦·穆罕默德·汗相信沙魯克·阿夫沙爾知道納迪爾沙寶藏的所在，他向沙魯克·阿夫沙爾逼供，最後折磨至死。阿夫沙爾王朝至此終結。
| 沙魯克·阿夫沙爾 阿夫沙爾王朝出生于：1730年逝世於：1796年 | 沙魯克·阿夫沙爾 阿夫沙爾王朝出生于：1730年逝世於：1796年 | 沙魯克·阿夫沙爾 阿夫沙爾王朝出生于：1730年逝世於：1796年 |
| -------------------------------------------------------- | -------------------------------------------------------- | -------------------------------------------------------- |
| 前任： 易卜拉欣·阿夫沙爾                                 | 伊朗沙阿 1748年－1749年                                  | 繼任： 蘇萊曼二世                                        |
| 前任： 蘇萊曼二世                                        | 伊朗沙阿 1750年－1760年                                  | 繼任： 卡里姆汗                                          |
| 前任： 易卜拉欣·阿夫沙爾                                 | 阿塞拜疆統治者 1748年－1749年                            | 繼任： 阿扎德沙·阿富汗                                   |
| 前任： 易卜拉欣·阿夫沙爾                                 | 馬贊德蘭省統治者 1748年－1749年                          | 繼任： 穆罕默德·哈桑汗                                   |
| 前任： 蘇萊曼二世                                        | 呼羅珊統治者 1750年－1796年                              | 繼任： 阿迦·穆罕默德·汗                                  |